# Комнен Андрић
Комнен Андрић (Баљевац на Ибру, 1. јула 1995) српски је фудбалер. Висок је 189 центиметара и игра на позицији најистуренијег нападача.
Андрић је био на ширем списку селектора Вељка Пауновића за Светско првенство играча у узрасту до 20 година старости. За ту селекцију био је стрелац на пријатељској утакмици против екипе Мјанмара, 29. марта 2015. године, у склопу припрема за то такмичење.
Први је Србин који је постао капитен неке екипе у првој лиги Хрватске, када је био капитен Интера из Запрешића.